# Liste der Monuments historiques in Dampierre (Aube)
Die Liste der Monuments historiques in Dampierre führt die Monuments historiques in der französischen Gemeinde Dampierre auf.

## Liste der Immobilien
| Bezeichnung                 | Beschreibung | Standort               | Kennzeichnung | Schutzstatus | Datum | Bild           |
| --------------------------- | --- | ---------------------- | ------------- | ------------ | ----- | -------------- |
| Kirche St-Pierre-et-St-Paul | aus dem 16. und 17. Jahrhundert | Rue Gibert (Lage)      | PA00078097    | Classé       | 1913  | weitere Bilder |
| Château de Dampierre        | drittes Viertel des 17. Jahrhunderts, Architekt François Mansart; Toranlage aus dem 16. Jahrhundert; mit Parkanlage und Wasserflächen | Rue de Ramerupt (Lage) | PA00078096    | Classé       | 1929  | weitere Bilder |

## Liste der Objekte
| Bezeichnung                                      | Beschreibung | Standort                                  | Kennzeichnung | Schutzstatus | Datum | Bild |
| ------------------------------------------------ | --- | ----------------------------------------- | ------------- | ------------ | ----- | ---- |
| Relief Taufe Christi                             | Kalkstein, farbig gefasst, Mitte des 16. Jahrhunderts                                                              | in der Kirche St-Pierre-et-St-Paul (Lage) | PM10000686    | Classé       | 1908  |      |
| Kirchenfenster                                   | aus dem 16. Jahrhundert                                                                                            | in der Kirche St-Pierre-et-St-Paul (Lage) | PM10000688    | Classé       | 1913  |      |
| Gemälde Veronika reicht Christus das Schweißtuch | Ölfarbe auf Leinwand, 16. Jahrhundert                                                                              | in der Kirche St-Pierre-et-St-Paul (Lage) | PM10000687    | Classé       | 1908  |      |
| Grabmal für Pierre de Launoy                     | Kalkstein, bezeichnet 1522                                                                                         | in der Kirche St-Pierre-et-St-Paul (Lage) | PM10000685    | Classé       | 1897  |      |
| Wandvertäfelung                                  | Holz, 18. Jahrhundert, Jacques Verberckt zugeschrieben; nach 1934 nach Paris verkauft, weiterer Verbleib unbekannt | im Château de Dampierre (Lage)            | PM10000689    | Classé       | 1929  |      |